# Не оставляй меня, любимый!
«Не оставляй меня, любимый!» — песня украинской группы «ВИА Гра» из альбома «Стоп! Снято!», выпущенная в качестве сингла в феврале 2003 года.

## История композиции
Песня была выпущена в феврале 2003 года, съёмки клипа прошли в Киеве 21 и 22 января. Песня и клип стали хитами года, композиция продержалась в хит-парадах почти 7 месяцев. Композиция была включена в трек-лист вышедшего в апреле 2003 года альбома «Стоп! Снято!» под номером 4 (на аудиокассете под номером 1). В альбом также вошли 2 ремикса на песню. Англоязычная версия песни, «Don’t Ever Leave Me Love», вошла в дебютный англоязычный альбом группы «Stop! Stop! Stop!», который вышел в сентябре 2003 года. В декабре композиция получила награды «Песня года» и «Золотой граммофон».
В декабре 2009 года клип на эту композицию был признан лучшим российским клипом десятилетия согласно зрительскому голосованию музыкального телеканала RU.TV (Россия).

## Музыкальное видео
«Всё, что вы видите в этом ролике, не нужно понимать буквально. Все образы - это аллегория. Иногда в отношениях между мужчиной и женщиной любящий оказывается связан своим чувством по рукам и ногам, страхом потерять объект страсти, он испытывает душевную боль, которую не сравнить с физической...».
Седьмой клип группы ВИА Гра.
Первый клип «Золотого состава» группы — Анна Седокова, Вера Брежнева, Надежда Грановская.
Режиссёр клипа Семён Горов, оператор — Алексей Степанов.
Стилист Анжела Лисица разработала для Ани, Веры и Нади костюмы специально для этого видео. Аня была облачена в ботфорты, атласный розовый корсет с меховой отделкой и блестящими украшениями в виде пронзённых сердец, Надя в кроваво-красном платье с глубоким декольте и открытой спиной и чёрных бархатных перчатках, Вера в расшитом золотой нитью корсете, атласной юбке, сапогах и меховой шапке.
Съёмки клипа проходили в театре имени Леси Украинки на протяжении двух январских ночей. По словам солисток, находиться в огромном, пустом театре было жутковато, особенно после историй о призраках актёров, когда-то игравших на этой сцене. Сюжет клипа не располагал к легкому настроению. Толстые верёвки на тонких запястьях девушек, раскаленный воск на их коже, хищные птицы и тёмные провалы театральных балконов.
Именно в клипе «Не оставляй меня, любимый!» впервые появляется «театральный пафос» ставший потом характерной чертой многих видеоработ группы. Тогда, в 2003 году, возвышенная, благородная сексуальность, чувственные детали, провокация и иносказательность взбудоражили воображения многих зрителей клипа, чувственность и драматизм клипа и сейчас никого не оставляют равнодушными.
В сентябре 2003 года клип был выпущен в Юго-Восточной Азии в поддержку дебютного англоязычного альбома группы Stop! Stop! Stop! и вызвал споры среди общественности, ведь солистки предстают в откровенных одеждах, связанные, а также бьющие себя плетью. Местные журналисты также сравнивали откровенность садо-мазо тематики клипа с лесбийским имиджем другой скандальной группы из СНГ — «Тату».

### Сюжет

«Золотой состав» группы «ВИА Гра» в клипе на песню «Не оставляй меня, любимый!». Слева-направо: Анна Седокова, Надежда Грановская и Вера Брежнева

Ролик в основном состоит из перестановки различных кадров с солистками группы, находящихся в пустом ночном театре. Кроме солисток, также в клипе появляются сцены с тремя танцующими на сцене театра балеринами и ярко-одетый, но грустный и молчащий шут, стоящий на сцене возле огромной арфы, которая также появляется в конце видео, когда вокруг неё стоят солистки группы. Большую часть видео основная солистка Анна Седокова поёт сидя в пустом зрительном зале (первый куплет) и на балконе (второй куплет). Остальная часть видео — сцены участниц группы с отсылками к различным БДСМ-практикам, таким как игра с воском, сцены с кнутом, связывание, нанесение себе ударов плетью, заклеивание рта скотчем, а в одной из сцен Вера Брежнева держит хищную птицу, на голову которой надета красная маска с отверстием для клюва. В конце все три девушки оказываются на сцене и поют стоя у арфы или искусственного дерева.

### Другие варианты видео
Широко ротировалось другое видео на песню, представлявшее собой стилизованную под любительскую съёмку фотосессии к альбому «Стоп! Снято!» и вышло в качестве дополнения к этому диску вместе с оригинальной версией клипа. Оно также входило в DVD и VCD сборники группы.
Звуковых дорожек, то есть версий песни, у этого видео встречалось несколько — оригинальная версия, «Не оставляй меня, любимый! (Space mix by RainMan)» и англоязычная версия песни с альбома «Stop! Stop! Stop!» «Don’t Ever Leave Me Love».

## Награды и номинации
| Год  | Награда                | Категория                       | Результат |
| ---- | ---------------------- | ------------------------------- | --------- |
| 2003 | «Золотой граммофон»    | Статуэтка «Золотого граммофона» | Победа    |
| 2003 | «Песня года — Россия»  | Лауреаты фестиваля              | Победа    |
| 2003 | «Песня года — Украина» | Лауреаты фестиваля              | Победа    |

### Лучший клип десятилетия
В декабре 2009 года этот клип признан лучшим российским клипом десятилетия согласно зрительскому голосованию музыкального телеканала Ru TV (Россия).

Тогда в это видео было вложено много новых идей для образа ВИА Гры, как музыкального проекта в целом, девушки после этого клипа поднялись на новую для себя высоту, мы использовали немало запрещенных приёмов и теперь, по прошествии нескольких лет клип не утратил ни капли привлекательности и шарма. Я уверен, что «Не оставляй меня любимый» — один из лучших клипов прошедшего десятилетия и благодарен зрителям за то что они с этим согласны.
— Режиссёр видео Семён Горов

## Официальные версии песни
- Не оставляй меня, любимый! (Альбомная Версия)
- Не оставляй меня, любимый! (Etno-easy mix by RainMan)
- Не оставляй меня, любимый! (Space mix by RainMan)
- Don’t Ever Leave Me Love (англоязычная версия из альбома Stop! Stop! Stop!)

## Участники записи
- Анна Седокова, Вера Брежнева и Надежда Грановская — вокал
- Константин Меладзе — композитор, автор текста, бэк-вокал
- Наталья Гура, Анна Карэ, Геннадий Крупник — бэк-вокал
- Юрий Шепета — аранжировщик
- Владимир Бебешко — звукорежиссёр
- Владимир Криптович — звукооператоры
- Игорь Рудый — саксофон
- Сергей Горбащук — продюсирование ремиксов
- Дмитрий Костюк — продюсер

источники:

## Чарты
| Страна                         | Позиция |
| ------------------------------ | ------- |
| Russia Top 100                 | 2       |
| «Еврохит Топ-40» (Европа Плюс) | 1       |
| «Золотой граммофон»            | 1       |